# Liptovské Revúce
Liptovské Revúce este o comună slovacă, aflată în districtul Ružomberok din regiunea Žilina. Localitatea se află la altitudinea de 684 m deasupra n.m., se întinde pe o suprafață de 76,91 km2 și în 2017 număra 1.543 de locuitori.

## Istoric
Localitatea Liptovské Revúce este atestată documentar din 1233.

## Demografie
| An:                | 1994 | 2004   | 2014   | 2024   |
| ------------------ | ---- | ------ | ------ | ------ |
| Număr de persoane: | 1790 | 1686   | 1571   | 1442   |
| Diferență:         |      | −5,81% | −6,82% | −8,21% |

| An:                | 2023 | 2024   |
| ------------------ | ---- | ------ |
| Număr de persoane: | 1463 | 1442   |
| Diferență:         |      | −1,43% |